# Ельфи
Е́льфи (однина: чол. ельф, жін. е́льфа) — істоти в міфології германців, а пізніше персонажі фентезі. Загалом відомі в віруваннях як карлики, що бувають мстивими до людей, шкодять їхньому господарству. Імовірно, первісно були нижчими божествами, що перейняли риси інших, суто шкідливих істот, з приходом християнства. В англійців ельфи зберегли образ, ближчий до первісного, в якому можуть бути й прихильними до людей. За романтизму ельфи злилися з феями, стали більш піднесеними і до сучасності їхній образ трансформувався під впливом міфів про плем'я Туата Де Дананн в обробці Джона Толкіна в образ переважно мудрого, культурно розвиненого народу прекрасних людиноподібних істот.

## Етимологія
Слово «ельф» походить із давньоанглійської мови. Слова, поширені в різних регіонах, такі як elf (Мерсія, Кентіш), ælf (Нортумбрія), ylfe (у західних саксів) означали цілий ряд духів: спрайтів, фей, гоблінів, інкубів, або й духів узагалі. Ці слова походять з протогерманського *albiz, як і старосаксонське alf, давньоскандинавське alfr. Імовірно, утворене від праінодєвропейського *albho — «білий». В германських народів похідні від нього слова позначали істот — злісних карликів. Звідси також давнє англійське ælfadl — «кошмар», ælfsogoða — «гикавка», спричинення якої приписували недоброзичливим духам.
За середньовіччя ельфами починають називатися деякі види фей. З 1550-х англійське elf починає вживатися в переносному значенні «пустотливий, шкодливий». Назва цих істот стала складовою низки англійських імен і прізвищ: Елфред/Альфред (Ælfræd/Alfred, «вказаний ельфами», Елвін (Ælfwine/Alvin, «друг ельфів», Елфрік/Елдрідж (Ælfric/Eldridge «правитель ельфів»), Ельфледа (Ælfflæd «ельфійської краси»). Включення назви ельфів до імен людей засвідчує, що ельфи не вважалися в англійців цілком злими істотами, а радше прихильними до людей, принаймні за певних умов. Ельфи зазвичай ототожнюються з альвами — духами зі скандинавської міфології, яким притаманний більш людський вигляд і спосіб життя, ніж іншим духам.
У давньоанглійській мові elf чи ælf — чоловічого роду, істоти жіночого роду називалися*elfen. Обидві форми проіснували в середньоанглійській мові. В коментарях до античних творів зустрічалася жіноча форма aelfinni, як перекладали назви німф, наяд, дріад та зрідка муз. Для точнішої передачі значення вживалися конструкції з зазначенням місця проживання: «морські ельфи», «лісові ельфи» тощо.

## Образ

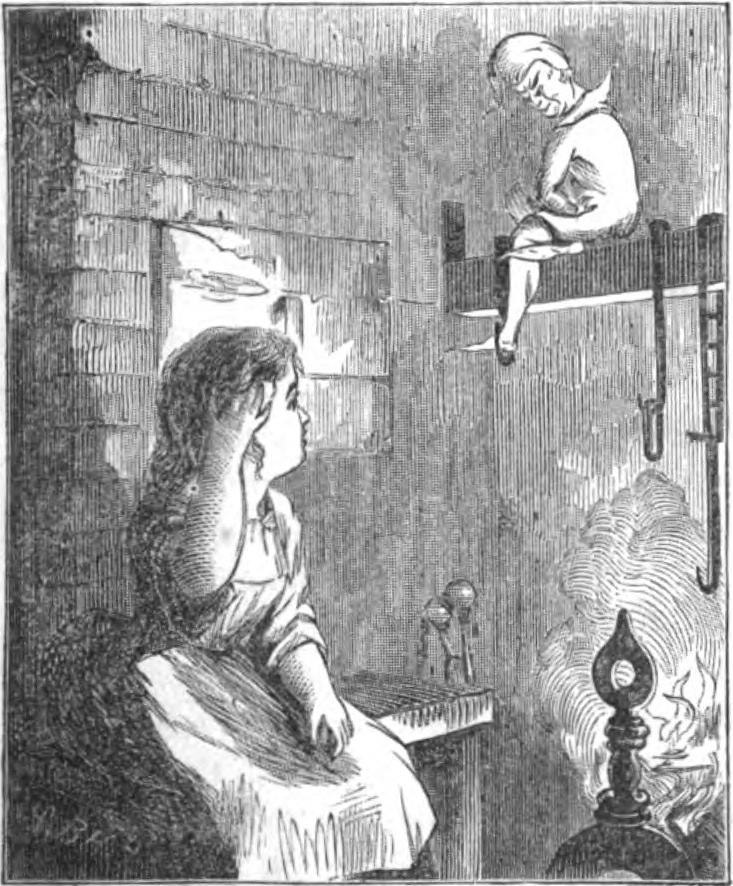
Пічний ельф, 1868 р.

Вигляд ельфів різний: уявлялося, що вони можуть бути невидимі або подібні на фейрі — наче люди маленького зросту. Ельфи-карлики притаманні британському фольклору, в скандинавських народів вони більше нагадують звичайних людей. Деякі дослідники вважають, що у міфології германців ельфи, боги та люди належали до одного світу, що протиставлявся світові чудовиськ. Імовірно, первісно ельфи були нижчими божествами та, як характерно для давнього язичництва, могли виступати і прихильними до людей, і шкодити їм. Аналогічні істоти, відомі під різними назвами, наявні в віруваннях на всіх територіях, які в різний час населяли германці, зокрема тевтони.
Їхній образ змінюється на карликів-шкідників тільки з приходом християнства. Надалі ельфи почали сприйматися як різновид демонів — палих янголів. Утім, процес демонізації ельфів відбувався доволі довго. Примітна деталь, що первісно ельфи уявлялися виключно як істоти чоловічої статі, а ельфи-жінки з'являються тільки в добу Високого середньовіччя.
Ельфам приписувалася здатність насилати хвороби на людей та худобу, що описувалося як у повір'ях, так і британських середньовічних медичних текстах. З XIV ст. відомі англійські перекази про невидимі «ельфійські стріли», котрими ельфи стріляють в людей, спричиняючи раптовий біль або внутрішні кровотечі. Вважалося, що аби вберегтися від «ельфійських стріл», людина повинна сама носити щось схоже не наконечник стріли, часто оберегами слугувало листя. З XV ст. поширилися вірування, що ельфи викрадають малих дітей, замінюючи їх власними — негарними та зажерливими, заплутують гриви коням. Вірування в шкідництво ельфів імовірно виникло через змішання образу ельфів з образом альпів — перевертнів із германського фольклору. Альпам приписувалися душіння людей уві сні, сексуальні домагання, викрадення молока в худоби. Поширений атрибут альпів — шапка-невидимка, з якою потім традиційно зображали ельфів. З іншого боку, ельфи могли поставати не злими самі по собі, а мстивими, жорстоко шкодячи за образу. В Данії вважалося, що ельфи можуть заманити людину своєю музикою та причарувати, змусивши танцювати до смерті. Подібні вірування були в норвежців, що всяка людина, котра почує спів ельфа чи його музику, не зможе протистояти бажанню танцювати, що ріднить ельфів із феями.
В Англії побутували вірування, що ельфи бувають домашні й дикі. Домашні оберігають господарство, живуть в людських помешканнях; дикі ж населяють поля, ліси, гори, печери. В Норвегії та Ісландії також вважалося, що ельфи населяють кургани. З XIX ст. уявлення про ельфів та фей зливаються, і їхні назви часто вживаються як синоніми. З ельфами часом асоціюються духи природи з вірувань інших народів, а не лише германських.

## Походження образу

### Нижчі язичницькі божества
В германців-язичників ельфи були нижчими божествами, але відомості про їхнє місце в ієрархії божеств краще збереглися в скандинавів. Їхні альви чи альфари поділяються в «Едді» на більш людиноподібних світлих альвів, підданих бога Фрейра, і темних, які виглядають карликами та живуть під землею.

### Люди з синдромом Вільямса
Гіпотеза Говарда Ленгофа з Каліфорнійського університету припускає, що на формування образу ельфів вплинули вигляд і здібності людей з синдромом Вільямса — генетичним відхиленням, що виникає при втраті 20-ти певних генів у сьомій хромосомі. Вперше цей синдром був задокументований в 1961 році в Новій Зеландії, і за статистикою припадає на одного з 20 тисяч новонароджених. Люди з таким відхиленням мають проблеми з серцево-судинною системою і слабко розвинене наочно-образне мислення, вирізняються невисоким зростом, дитячим виразом обличчя з широким лобом, пласким переніссям, обвислими щоками, маленьким підборіддям. В той же час доброзичливі та прихильні до навколишніх людей, є хорошими музикантами й оповідачами, мають незвичайно чистий голос.

## У сучасній культурі

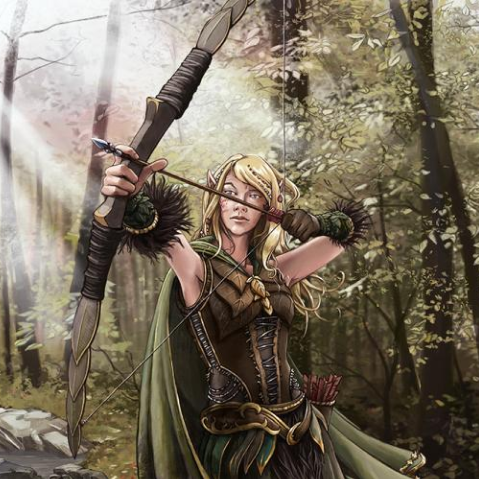
Сучасний фентезійний образ: ельфа-лучниця

У США, Канаді, Ірландії та Британії ельфи — це популярні персонажі, що супроводжують Санту-Клауса й допомагають йому впродовж усього року. В такій ролі їх запровадила американська письменниця Луїза Мей Елкотт у 1856 році. Часом і сам Санта-Клаус вважається ельфом. Поширений образ ельфів-помічників, карликів, які допомагають Санті-Клаусу виготовляти й пакувати подарунки, які Санта-Клаус потім розвозить по світу дітям на Різдво.
Понад половина жителів Ісландії вважають, що ельфи дійсно існують. Досі живе вірування, що на Різдво та переддень Нового року ельфи мандрують, шукаючи нову домівку.
Джон Роналд Руел Толкін заклав основи класичного в жанрі фентезі образу ельфа — прекрасна людиноподібна істота високого зросту. Толкін використав міфи про плем'я Туата Де Дананн, певною мірою відсторонивши ельфів від світу — вони, як і це плем'я, населяють місця, куди не кожен може потрапити, зокрема далеку землю Валінор. Його ельфи поділяються на Вищих, які досконало поєднують природу й цивілізацію, і дикіших, часом жорстоких Лісових.
Сучасний образ ельфів — високі, мудрі та стародавні істоти, що володіють певними таємними знаннями чи недоступними людям здібностями. Характерна риса сучасних ельфів — загострені вуха, що імовірно походить від примітки Толкіна про «листовидні» вуха ельфів. Також фентезійні ельфи наділяються довгожительством чи безсмертям, з іншого боку — повільним розмноженням і дорослішанням. Нерідко ельфи та люди можуть мати спільне потомство. Часто вони не лише фактично перевершують людей, а й ставляться до них зверхньо. Ельфи сучасного фентезійного жанру набагато ближчі до напівбогів Туата Де Дананн, аніж власне ельфів із міфології. Від альпів сучасні ельфи перейняли здатність до приховування, а «ельфійські стріли» трансформувалися в схильність ельфів до володіння луком.
У фентезі існує традиційний поділ між світлими і темними ельфами: світлі ельфи виступають, як і спочатку, за Добро, темні ж — за Зло. Розділення ельфів на світлих і темних має коріння в аналогічному поділі альвів у «Молодшій Едді». Втім, у «Молодшій Едді» темні ельфи — не злі істоти, а підземні жителі, подібні на гномів, які славляться виготовленням коштовностей.
Окрім творів Толкіна, ельфи фігурують у творах таких всесвітньо визнаних письменників, як Роберт Сальваторе, Крістофер Паоліні, Террі Брукс, Шеннон Мессенджер, Ненсі Верлін, Мерседес Лекі, Майкл Салліван, Маргарет Вейс, Раймонд Фейст, Елізабет Мун, Террі Прачетт, Тед Вільямс та ін.
Ельфи здобули поширення в настільних та відеоіграх. А саме, після літератури їхня популярність перейшла в настільну рольову гру Dungeons & Dragons, що стала зразком для відеоігор рольового жанру. Ельфи — одні з центральних персонажів медіафраншиз Warhammer, Legend of Zelda, Warcraft.